# Funhouse (canción)
«Funhouse» es el cuarto sencillo del álbum del mismo nombre de la cantante pop rock Pink, una canción muy similar a Bad Influence por sus sonidos Pop rock, la canción ya ha empezado a ser todo un éxito en varios países como Australia o Turquía. La canción fue escrita por Pink y Tony Kanal de No Doubt.

## Video
El video se grabó en el Reino Unido el 20 de junio de 2009. Su lanzamiento ocurrió a principios de agosto, sin embargo el video ya se podía ver con anterioridad en YouTube. En el video se muestra a la cantante en medio de un desierto y una casa en ruinas, la cual explota. En el video se pueden ver diversos personajes con máscaras blancas y a Tony Kanal tocando el piano. Este video fue dirigido por el director estadounidense Dave Meyers, quien ya había dirigido «So What» y «Please Don't Leave Me».

## Actuaciones en vivo
La cantante ha interpretado la canción en el show de Ellen Degeneres, de igual forma está incluido dentro del repertorio de su Funhouse Tour, teniendo una gran acogida por parte de sus seguidores.

## Posiciones en listas
| Lista (2009)                          | Puesto máximo |
| ------------------------------------- | ------------- |
| Australia (ARIA)                      | 6             |
| Austria (Ö3 Austria Top 40)           | 7             |
| Bélgica (Flandes) (Ultratop 50)       | 22            |
| Bélgica (Valonia) (Ultratop 50)       | 17            |
| Canadá (Canadian Hot 100)             | 21            |
| Canadá (CHR/Top 40)                   | 39            |
| Canadá (Hot AC)                       | 3             |
| CIS Airplay (TopHit)                  | 97            |
| Croatia Airplay (HRT)                 | 6             |
| Dinamarca (Tracklisten)               | 32            |
| France (SNEP) Download Chart          | 32            |
| Alemania (Offizielle Deutsche Charts) | 16            |
| Hungría (Rádiós Top 40)               | 6             |
| Hungría (Single Top 40)               | 6             |
| Irlanda (IRMA)                        | 26            |
| Países Bajos (Dutch Top 40)           | 14            |
| Países Bajos (Mega Single Top 100)    | 54            |
| Nueva Zelanda (Recorded Music NZ)     | 15            |
| Poland (Polish Airplay Chart)         | 3             |
| Scotland (OCC)                        | 9             |
| Suecia (Sverigetopplistan)            | 13            |
| Suiza (Schweizer Hitparade)           | 8             |
| Reino Unido (UK Singles Chart)        | 29            |
| Estados Unidos (Billboard Hot 100)    | 44            |
| Estados Unidos (Mainstream Top 40)    | 22            |

### Certificaciones
| País      | Certificación | Ventas  |
| --------- | ------------- | ------- |
| Australia | Oro           | 35 000+ |